# فراماده پلاسمونیک
فراماده پلاسمونیک، فراماده‌ای است که از پلاسمون‌های سطحی برای دستیابی به خواص نوری که در طبیعت دیده نمی‌شوند استفاده می‌کند. پلاسمون‌ها از تعامل نور با مواد فلزی -دی الکتریک به وجود می‌آیند. تحت شرایطی خاص، نور تابشی با پلاسمون‌های سطحی جفت می‌شود و امواج الکترومغناطیسی خودپایدار و پیش رونده ای به نام پلاسمون سطحی پولاریتون (SPPs) ایجاد می‌شود. پس از راه اندازی، SPPها در امتداد رابط فلز-دی الکتریک موج می‌زند. در مقایسه با نور فرودی، SPPها می‌توانند از نظر طول موج بسیار کوتاه‌تر باشند.
این خواص ناشی از ساختار منحصر به فرد ترکیب‌های فلز-دی الکتریک است که دارای ویژگی‌های کوچکتر از طول موج نور هستند و با فواصل زیر طول موج از هم جدا می‌شوند. برخورد نور با چنین فراماده ای به پلاریتون‌های پلاسمون سطحی تبدیل می‌شود که طول موج کوتاه تری نسبت به نور فرودی دارند.

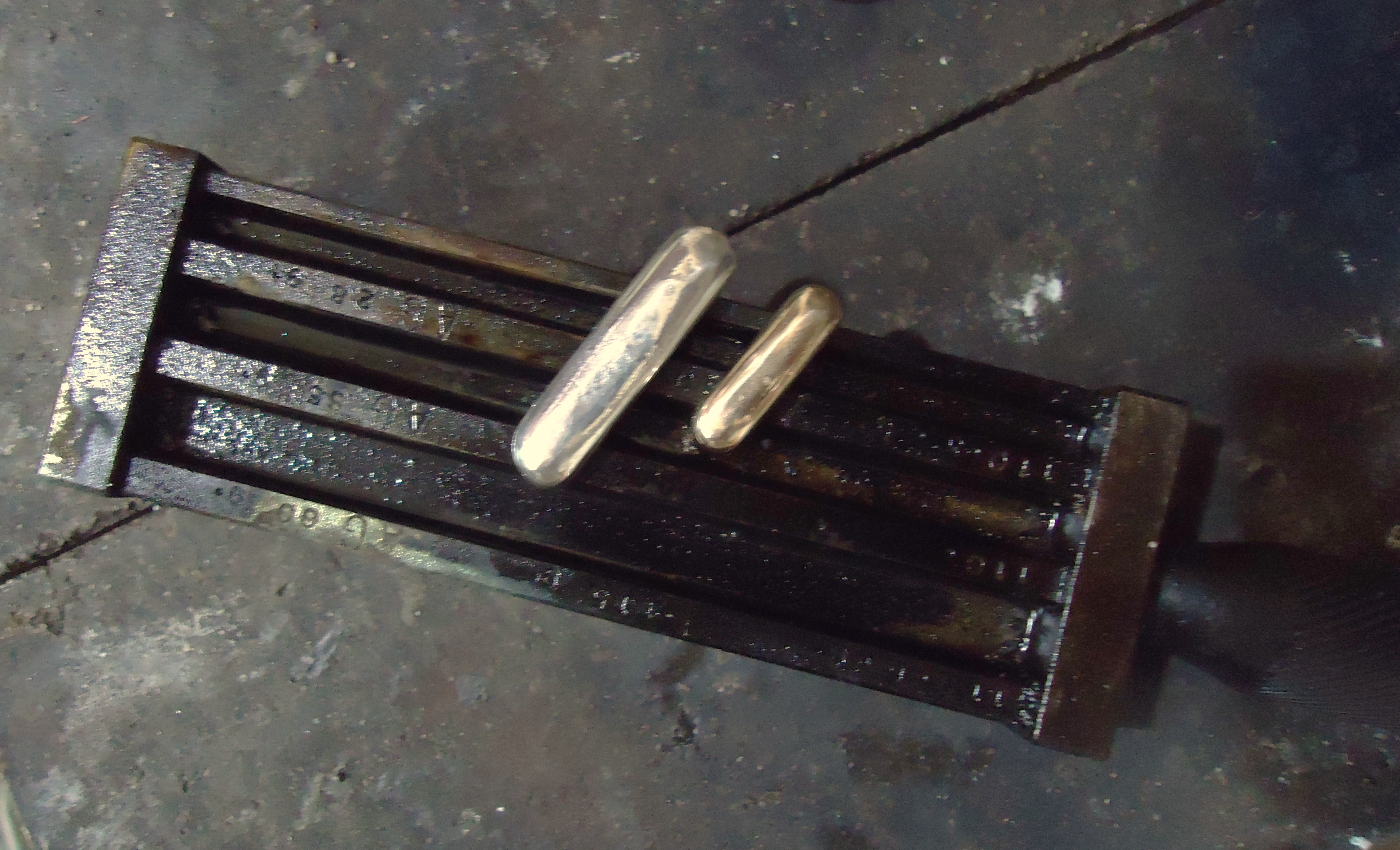
طلا و نقره از انواع مواد پلاسمونیک هستند.

## مواد پلاسمونیک
مواد پلاسمونیک فلزات یا شبه فلزهایی هستند که گذردهی واقعی منفی از خود نشان می‌دهند. رایج‌ترین مواد پلاسمونیک طلا و نقره هستند. با این حال، بسیاری از مواد دیگر خواص نوری فلز مانند را در بازه‌های طول موج خاصی نشان می‌دهند. گروه‌های تحقیقاتی مختلف در حال آزمایش رویکردهای گوناگون برای ساخت مواد پلاسمونیکی هستند که افت‌های نوری کمتر داشته باشند و خواص نوری قابل تنظیم ارائه دهند.

## شاخص منفی
فرامواد پلاسمونیک تحقق ایده موادی است که برای اولین بار توسط ویکتور وسلاگو، فیزیکدان نظری روسی، در سال ۱۹۶۷ پیشنهاد شد. این مواد که به عنوان مواد چپ گرد یا مواد با شاخص منفی نیز شناخته می‌شوند، طبق نظریه وسلاگو خواص نوری بر خلاف شیشه یا هوا از خود نشان می‌دهند. در مواد با شاخص منفی انردر جهتی مخالف با جهت جبهه نور منتشر می‌شود ، منتقل می‌شود. در حالی که در مواد با شاخص مثبت انرژی و جبهه‌های موج در یک جهت حرکت می‌کنند.
در حالت معمول، نوری که از محیطی مثل هوا به داخل آب تابیده می‌شود، در حالت عمود (صفحه‌ای عمود بر سطح) و گذر به محیط بعدی، خم می‌شود. در مقابل، نوری که از طریق هوا به ماده ای با شاخص منفی می‌رسد، در حالت عمود به صفحه عبور نمی‌کند. بلکه به سمت مخالف خم می‌شود.
شکست با ضریب منفی برای اولین بار برای ریزموج‌ها و امواج مادون قرمز گزارش شد. اما برای اولین بار در سال ۲۰۰۵ ضریب شکست منفی در محدوده نوری، توسط شالایف و همکارانش (در طول موج مخابراتی λ = ۱٫۵ میکرومتر) و تقریباً در همان زمان توسط دانشمندی به نام بروک و همکارانش (در λ = ۲ μm) نشان داده شد. در سال ۲۰۰۷، با همکاری بین مؤسسه فناوری کالیفرنیا و NIST، شکست منفی نور مرئی در دو بعد ور در یک باند باریک گزارش شد.
برای ایجاد این واکنش، نور تابشی با بارهای موج دار و گاز مانند (پلاسمون‌ها) که معمولاً روی سطح فلزات وجود دارند، جفت می‌شود. چنین تعامل فوتون-پلاسمون منجر به تشکیل پلاسمون‌های سطحی پولاریتون (SPP) می‌شود که میدان‌های نوری شدید و موضعی ایجاد می‌کنند. امواج به رابط بین بین فلز و عایق محدود می‌شوند. این کانال باریک به عنوان یک راهنمای تحول ساز عمل می‌کند که در واقع طول موج نور ورودی را تا کسری از مقدار اصلی خود به دام می‌اندازد و فشرده می‌کند.
سیستم‌های نانومکانیکی که شامل فرامواد هستند، دارای فشار تابش منفی هستند.
نوری که بر روی مواد معمولی با شاخص شکست مثبت تابیده می‌شود، فشار مثبتی اعمال می‌کند، یعنی می‌تواند یک جسم را از منبع نور دور کند. در مقابل، تابش نور به فرامواد با شاخص منفی باید فشاری منفی ایجاد کند که یک جسم را به سمت نور بکشد.

### شاخص منفی سه بعدی
شبیه‌سازی‌های کامپیوتری پیش‌بینی می‌کنند فرامواد پلاسمونیکی با شاخص منفی می‌توانند در سه بعد ساخته شوند. روش‌های ساخت بالقوه شامل رسوب لایه نازک چند لایه، فرز پرتو یون متمرکز و خود مونتاژ می‌باشد.

### شاخص گرادیان
فرا مواد پلاسمونیک را می‌توان با شاخص گرادیانی نیز ساخت (ماده ای که ضریب شکست آن به تدریج در طول یا مساحت ماده تغییر می‌کند). یکی از این مواد شامل رسوب دهی یک ترموپلاستیک به نام PMMA بر روی سطح طلا از طریق لیتوگرافی پرتو الکترونی است.

### هایپربولیک
فرامواد هذلولی زمانی که نور در یک جهت از آن عبور می‌کند مانند یک فلز عمل می‌کنند و با عبور نور در جهت عمود مانند دی الکتریک عمل می‌کنند که به این ویژگی ناهمسانگردی شدید می‌گویند. رابطه پاشش در این مواد یک هذلولی گون را تشکیل می‌دهد. طول موج مربوطه در از نظر تئوری می‌تواند بی‌نهایت کوچک باشد. اخیراً، فراسطح‌های هذلولی در ناحیه مرئی با استفاده از نانوساختارهای نقره یا طلا ار طریق تکنیک‌های لیتوگرافی به نمایش درآمده اند. دستگاه‌های هذلولی گزارش‌شده چندین کارکرد گوناگون را برای حسگر و تصویربرداری نشان داده‌اند، از جمله شکست منفی، عدم پراش و اثرات تشدید پلاسمون تقویت‌شده، که توسط خواص نوری منحصربه‌فردشان فعال می‌شود. این خصوصیات خاص همچنین برای ساخت مدارهای نوری یکپارچه متا برای کاربردهای اطلاعات کوانتومی مورد نیاز هستند.

### ایزوتروپی
اولین فرامواد ایجاد شده ناهمسانگردی را در تأثیرات خود روی پلاسمون‌ها نشان می‌دهند. به این معنی که فقط در یک جهت عمل می‌کنند.
به تازگی، پژوهشگران از یک تکنیک جدید خود تا شونده برای ایجاد یک آرایه سه بعدی از تقویت کننده‌های تقسیم شونده حلقه ای استفاده کرده‌اند که تا زاویه برخورد ۴۰ درجه ایزوتروپی را در هر جهتی نشان می‌دهد. قرار دادن نوارهای نیکل و طلا که بر روی یک بستر پلیمری یا سیلیکونی در معرض هوا، به تنش‌های مکانیکی اجازه می‌دهد تا نوارها را به شکل حلقه خم کنند و تشدید کننده‌ها را تشکیل دهند. با قرار دادن این نوارها در زوایای مختلف نسبت به یکدیگر، تقارن چهارگانه ای به حاصل شد که به تشدید کننده‌ها اجازه می‌داد تا جلوه‌هایی را در جهات مختلف ایجاد کنند.

## مواد

### ساندویچ سیلیکونی
شکست منفی نور مرئی ابتدا در یک ساختار شبه ساندویچی با لایه‌های نازک بوجود آمد. یک ورق عایق از نیترید سیلیکون پوشیده شده با یک لایه نقره در زیر آن توسط یک لایه دیگر از طلا پوشانده شده بود. بعد بحرانی ضخامت لایه‌ها است که مجموعاً اندازه آن نسبتی از طول موج نور آبی و سبز می‌شود. دراپتیک یکپارچه با ترکیب این متاماده روی یک تراشه آی سی، شکست منفی در فرکانس‌های آبی و سبز مشاهده شد.نتیجه، پاسخ نسبتاً قابل توجهی به نور است.

### گرافن
گرافن نیز پلاسمون‌های سطحی را در خود جای می‌دهد، که با روش‌های میکروسکوپ نوری مادون قرمز میدان نزدیک و طیف‌سنجی فروسرخ مشاهده شده‌اند. کاربردهای بالقوه پلاسمونیک گرافن شامل فرکانس‌های تراهرتز تا مادون قرمز میانی، در دستگاه‌هایی مانند تعدیل‌کننده‌های نوری، آشکارسازهای نوری و حسگرهای زیستی می‌باشد.

### سوپرشبکه
یک فراماده هذلولی که از نیترید تیتانیوم (فلز) و نیترید اسکاندیم آلومینیوم (دی الکتریک) ساخته شده، ساختار بلوری سازگاری دارد و می‌تواند یک سوپرلایه، بلوری که دو (یا چند) ماده را با هم ترکیب می‌کند، به وجود آورد. این ماده با فناوری CMOS موجود سازگار است (برخلاف طلا و نقره سنتی)، از نظر مکانیکی مقاوم و از نظر حرارتی در دماهای بالا پایدار است. چنین ماده ای چگالی‌های فوتونی بالاتری نسبت به طلا یا نقره نشان می‌دهد. این ماده یک جاذب نوری مناسب است.
ساخت این ماده با استفاده از روش اپیتاکسی در یک محفظه خلأ با تکنیکی به نام کندوپاش مگنترون انجام شد. این ماده دارای لایه‌های بسیار نازک و صاف با رابط‌های تیز بود.
کاربردهای احتمالی می‌توانند به صورت مقابل باشند. ساخت «هیپرلنز مسطح» که می‌تواند میکروسکوپ‌های نوری را قادر به دیدن اجسامی به کوچکی DNA کند، حسگرهای پیشرفته، کلکتورهای خورشیدی بهتر، تشدیدکننده‌های نانو، محاسبات کوانتومی و تمرکز و تصویربرداری بدون پراش.
این ماده در طیف نوری مادون قرمز نزدیک تا نور مرئی کار می‌کند. اهمیت مادون قرمز نزدیک برای مخابرات و ارتباطات نوری و اهمیت نور مرئی برای حسگرها، میکروسکوپ‌ها و منابع نوری کارآمد حالت جامد می‌باشد.

## کاربرد

### میکروسکوپ
یکی از کاربردهای ممکن، ساخت میکروسکوپی فوق پراش است. پلاسمونیک‌ها با شاخص گرادیانی برای تولید لنزهای لونبورگ و ایتون استفاده شدند که به جای فوتون‌ها با پلاریتون‌های پلاسمون سطحی تعامل دارند.
یک سوپرلنز تئوریزه‌شده می‌تواند حد پراش را که از وضوح اشیاء کوچک‌تر از نصف طول موج نور مرئی توسط لنزهای استاندارد (با شاخص مثبت) جلوگیری می‌کند، پشت سر بگذارد. چنین ابرعدسی اطلاعات فضایی را می‌گیرد که فراتر از دید میکروسکوپ‌های نوری معمولی است. چندین رویکرد برای ساخت چنین میکروسکوپی پیشنهاد شده است. دامنه طول زیر موج می‌تواند سوئیچ‌های نوری، تعدیل کننده‌ها، آشکارسازهای نوری و ساطع کننده‌های نور جهت دار باشد.

### سنجش بیولوژیکی و شیمیایی
سایر کاربردهای اثبات این مفهوم که تحت بررسی می‌باشد شامل سنجش بیولوژیکی و شیمیایی با حساسیت بالا است. متاموادها ممکن است باعث توسعه حسگرهای نوری شوند که از محصور شدن پلاسمون‌های سطحی در یک نوع خاص از ماده ریزمقیاس تشدید کننده فابری-پروت بهره‌برداری می‌شوند. این محصورسازی، با توجه به استفاده از همپوشانی فضایی بین حالت تشدیدگر نوری و لیگاندهای آنالیت متصل به دیواره‌های جانبی حفره تشدیدگر، امکان تشخیص بهینه اتصالات خاص آنالیت‌های شیمیایی یا بیولوژیکی مورد نظر را می‌دهد. سازه‌ها با استفاده از شبیه‌سازی‌های الکترومغناطیسی دامنه زمانی اختلاف محدود بهینه می‌شوند. ابتدا با استفاده از ترکیبی از لیتوگرافی پرتو الکترونی و آبکاری الکتریکی ساخته می‌شوند و سپس با استفاده از میکروسکوپ و طیف‌سنجی نوری میدان نزدیک و میدان دور مورد آزمایش قرار می‌گیرند.

### محاسبات نوری
عملکرد محاسبات نوری به گونه ای است که سیگنال‌های الکترونیکی را با دستگاه‌های پردازش نور جایگزین می‌کند.
در سال ۲۰۱۴ محققان یک کلید نوری با سرعت ۲۰۰ نانومتری تراهرتز را معرفی کردند. این سوئیچ خاص از یک متاماده که شامل ذرات نانومقیاس دی‌اکسید وانادیم است ساخته شده. این کریستال بین فاز مات و فلزی و فاز نیمه رسانای شفاف تغییر می‌کند. نانوذرات بر روی یک بستر شیشه ای رسوب کرده و توسط نانوذرات طلا که حتی کوچکتر هستند قرار می‌گیرند.ذرات طلا به عنوان یک فوتوکاتد پلاسمونیک عمل می‌کنند.
پالس‌های لیزری فمتوثانیه‌ای باعث آزاد شدن الکترون‌ها در ذرات طلا می‌شوند که به دی‌اکسید وانادیوم (VO₂) منتقل شده و تغییر فازی در مقیاس زیرپیکوثانیه‌ای را القا می‌کنند.
این دستگاه با فناوری موجود در مدارهای مجتمع، تراشه‌های سیلیکونی و مواد دی‌الکتریک با ثابت بالا (high-K) سازگار است. عملکرد آن در محدوده مرئی و نزدیک به مادون قرمز طیف است. تولید انرژی آن تنها ۱۰۰ فمتوژول به ازای هر بیت در هر عملیات است، که امکان قرارگیری فشرده سوئیچ‌ها را فراهم می‌کند.

#### فتوولتائیک
فلزات گروه طلا (Au, Ag و Cu) به‌عنوان مواد فعال مستقیم در سلول‌های خورشیدی و فتوولتائیک‌ها به کار رفته‌اند. این مواد هم‌زمان نقش دهنده الکترون و دهنده حفره را ایفا می‌کنند و می‌توانند بین لایه‌های انتقال‌دهنده الکترون و حفره قرار داده شوند تا سلول فتوولتائیک تشکیل شود. در حال حاضر، این سلول‌ها انرژی موردنیاز حسگرهای هوشمند در پلتفرم اینترنت اشیا (IoT) را تأمین می‌کنند.

## برای مطالعهٔ بیشتر
- Garcia-Vidal, F J; Martín-Moreno, L; Pendry, J B (2005). "Surfaces with holes in them: New plasmonic metamaterials" (Free PDF download). Journal of Optics A: Pure and Applied Optics. 7 (2): S97. Bibcode:2005JOptA...7S..97G. doi:10.1088/1464-4258/7/2/013.
- Ebbesen, T. W.; Lezec, H. J.; Ghaemi, H. F.; Thio, T.; Wolff, P. A. (1998). "Extraordinary optical transmission through sub-wavelength hole arrays" (Free PDF download). Nature. 391 (6668): 667–669. Bibcode:1998Natur.391..667E. doi:10.1038/35570.
- Barnes, WL; Dereux, A; Ebbesen, TW (2003). "Surface plasmon subwavelength optics" (Free PDF download). Nature. 424 (6950): 824–30. Bibcode:2003Natur.424..824B. doi:10.1038/nature01937. PMID 12917696.
- Barnes, W. L (2011). "Metallic metamaterials and plasmonics". Philosophical Transactions of the Royal Society. 369 (1950): 3431–3433. Bibcode:2011RSPTA.369.3431B. doi:10.1098/rsta.2011.0185. ISSN 1471-2962. PMID 21807718. Theo Murphy Meeting Issue organized and edited by William L. Barnes.